# Frances Tiafoe
Frances Tiafoe (College Park, 20 de janeiro de 1998) é um tenista profissional americano.
Uma curiosidade sobre Tiafoe é que uma partida dele contra Mitchell Krueger, válida pela primeira rodada do ATP Challenger de Sarasota de 2017, foi interrompida por conta dos gemidos de um casal fazendo sexo em algum local próximo a quadra onde a partida estava sendo disputada. Os dois jogadores ficaram claramente espantados com os gemidos, e caíram na gargalhada.
Em 28 de Junho de 2021, ganhou destaque ao eliminar na primeira rodada do Torneio de Wimbledon o favorito Stefanos Tsitsipas, em três sets (6-4, 6-4, 6-3).